# Phylloscopus bonelli
Il luì bianco (Phylloscopus bonelli (Vieillot, 1819)) è un uccello passeriforme in passato inquadrato nella famiglia Sylviidae,  ma da una recente revisione filogenetica attribuito alla famiglia Phylloscopidae.
L'epiteto specifico rende omaggio all'ornitologo italiano Franco Andrea Bonelli (1784-1830).

## Descrizione
Il luì bianco è lungo 11 – 12 cm e ha un'ampiezza alare di 18 - 19 cm. Il peso ammonta a circa 7 - 9 grammi. La parte superiore è marrone grigia e ha una parte inferiore di colore bianco. L'uccellino ha una striscia al di sopra degli occhi di colore indistintamente bianco e un groppone giallastro. Le femmine e i maschi hanno la stessa colorazione.

## Biologia

### Voce
Il suo richiamo assomiglia ad un lu-ìf, mentre il canto è una rapida ripetizione di una stessa nota: svi-svi-svi-svi-svi-svi.

### Alimentazione
Il luì bianco si nutre di insetti, molluschi, ragni e delle loro larve.

### Riproduzione

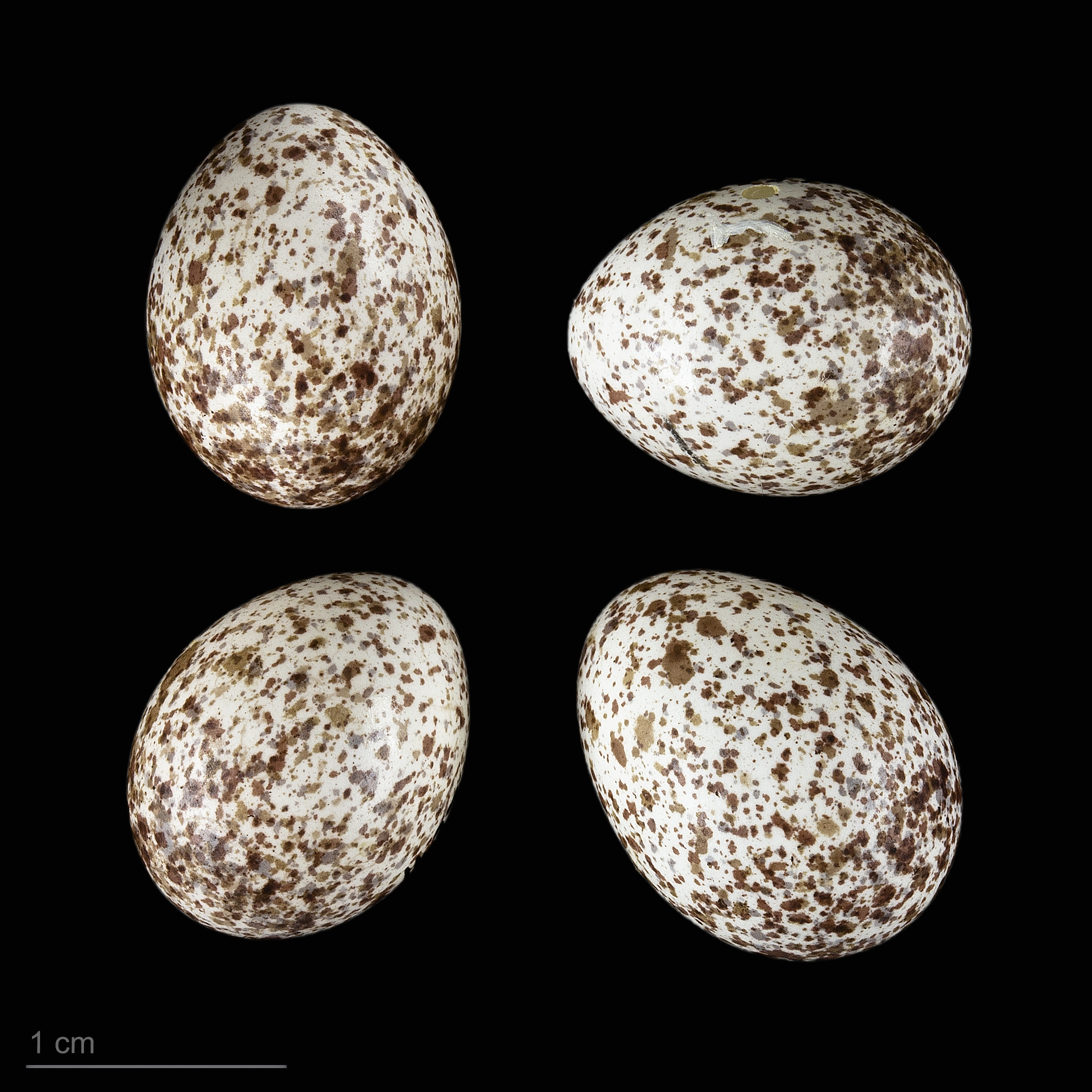
Uova di Phylloscopus bonelli - Museo di Tolosa

La maturità sessuale subentra dopo un anno. Il periodo principale per la cova va da maggio a luglio. Il nido a forma di forno in cotto fatto di fili d'erba, fogliame ed erba è nascosto nel terreno fra l'erba. La femmina depone 4 - 6 uova con puntini marroni. Le uova vengono riscaldate dalla femmina per 13 - 14 giorni. Gli uccelli giovani restano nel nido per 11 - 13 giorni.

## Distribuzione e habitat
Il luì bianco è un uccello migratore: nidifica nei paesi del Mediterraneo, dove è presente da aprile a settembre, per poi svernare in Africa, poco più a sud del Sahara. La popolazione globale è stimata in una decina di milioni di individui.
Il suo habitat di nidificazione è costituito da boschi aperti di conifere o querce, con abbondante sottobosco. Nella parte meridionale del suo areale nidifica in montagna, mentre nella parte settentrionale lo si può trovare anche a bassa quota.
I luì bianchi tornano ogni anno nei loro vecchi territori.